# Marina Baker
Marina Baker (Windsor, Inglaterra, 8 de diciembre de 1967) es una política, escritora, periodista y exmodelo y actriz inglesa. Fue elegida como Playmate de la revista Playboy. Su desplegable se publicó en el número de marzo de 1987, cuando Baker contaba con 19 años.
"Mis pechos -escribió en una revista- tienen nombres propios. Eugene, siempre un par de centímetros por debajo, incluso en la adolescencia, es mi pecho izquierdo. John, que es un poquito más pequeño y tiene una corola más bonita, vive en la derecha".
Desde 2005 es alcaldesa de la localidad costera de Telscombe en Sussex, Inglaterra aunque es conocida por su nombre de casada, Marina Pepper.